# Левандовский, Анатолий Петрович
Анато́лий Петро́вич Левандо́вский (8 июня 1920, Мозырь — 26 ноября 2008, Москва) — советский и российский историк и писатель. Автор нескольких десятков научных и научно-популярных книг. Отец историка Андрея Левандовского. Заслуженный деятель науки Российской Федерации (1997).

## Биография
Родился 8 июня 1920 года в Мозыре (ныне Гомельская область, Белоруссия) во время кратковременной польской оккупации. Окончил исторический факультет МГУ (кафедра истории Средних веков), затем поступил в аспирантуру истфака, где его научным руководителем стал известный медиевист Н. П. Грацианский. Левандовский вошёл в круг его избранных учеников, вовлечённых в семинары, проводившиеся на дому у учёного. Там Левандовский подготовил и зачитал доклад о Саксонских войнах Карла Великого, а затем под научным руководством Грацианского начал писать диссертацию «Эйнгард и каролингская традиция». После трагической гибели Н. П. Грацианского в ноябре 1945 года, Анатолий Левандовский защитил эту диссертацию уже под научным руководством Е. А. Косминского, однако опубликовать её не удалось, так как в те годы тема считалась «неактуальной».
Специализировался на французской истории, прежде всего на истории империи Карла Великого и Великой французской революции. Автор биографических книг о Марате, Дантоне и Робеспьере. Несмотря на обилие советских идеологических штампов, некоторые из этих работ переиздавались и в постсоветское время.
Много лет преподавал историю Средних веков и новую историю в Московском государственном институте культуры. Профессор. Заслуженный деятель науки РФ (1997).
Скончался 26 ноября 2008 года. Похоронен 29 ноября в Москве на Новом Донском кладбище.